# Alfred von Koudelka
Alfred Freiherr von Koudelka (ur. 21 marca 1864 w Großwardein, zm. 1 lipca 1930 w Bad Hall) – oficer Kaiserliche und Königliche Kriegsmarine w stopniu wiceadmirała, uczestnik I wojny światowej.

## Życiorys
W 1882 roku ukończył Akademię Marynarki w Fiume i rozpoczął służbę w Cesarsko-Królewskiej Marynarce Wojennej. Jego pierwszym przydziałem służbowym była korweta SMS „Erzherzog Friedrich”, na której pokładzie odbył rejs do Ameryki Południowej i Północnej. W latach 1883-1886 ponownie studiował a Akademii, uzyskując w 1887 roku stopień porucznika marynarki (niem. Linienschiff-fähnrich). W 1890 roku został dowódcą kursu oficerskiego w bazie marynarki w Poli i w tym samym roku zyskał awans na kapitana marynarki (niem. Linienschiffsleutnant). W 1897 roku,w trakcie wojny grecko-tureckiej, jako oficer na torpedowcu SMS „Blitz”, uczestniczył w blokadzie morskiej Krety. Po zakończeniu manewrów został przydzielony do Departamentu Marynarki Wojennej w Wiedniu, gdzie zajmował się opracowywaniem historii Kaiserliche und Königliche Kriegsmarine. W latach 1899-1900 brał udział w rejsie do Chin na pokładzie krążownika pancernopokładowego SMS „Kaiserin Elisabeth”, gdzie pełnił funkcję opiekuna przebywających na okręcie kadetów Akademii Marynarki. Po powrocie z Azji został przydzielony do Wydziału Techiniki Morskiej Departamentu Marynarki, gdzie opracowywał mapy dna Morza Śródziemnego. W latach 1905-1906 dowodził okrętem SMS „Taurus”, na którego pokładzie uczestniczył w manewrach w Lewancie. W 1909 roku, w stopniu komandora porucznika (niem. Fregattenkapitän) objął stanowisko dowódcy krążownika pancernopokładowego SMS „Szigetvár”. W 1911 roku tymczasowo przeniesiony do Departamentu Marynarki, a rok później awansował na stopień komandora (niem. Linienschiffskapitän) i powierzono mu dowództwo pancernika SMS „Erzherzog Ferdinand Max”, a następnie pancernika SMS „Zrínyi”. W 1913 roku otrzymał stopień kontradmirała (niem. Kontreadmiral) i został komendantem okręgu Triest Marynarki Wojennej. Po wybuchu I wojny światowej został dowódcą 187. Brygady Piechoty, której zadaniem była ochrona wybrzeża w razie ewentualnego przystąpienia Włoch do wojny przeciwko Austro-Węgrom. W 1915 roku odpowiadał za utworzenie flotylli lagunowej, która odegrała kluczową rolę w XII bitwie nad Isonzo w październiku 1917 roku. 16 listopada 1917 roku został awansowany do stopnia wiceadmirała (niem. Vizeadmiral). 

## Odznaczenia
Odznaczenia adm. von Koudelki to między innymi:
- Kawaler Orderu Korony Żelaznej II klasy z mieczami i dekoracją wojenną
- Kawaler Orderu Leopolda z mieczami i dekoracją wojenną
- Kawaler Orderu Korony Żelaznej III klasy z mieczami i dekoracją wojenną
- Krzyż Zasługi Wojskowej III klasy
- Brązowy Medal Zasługi Wojskowej z mieczami na wstędze Krzyża Wojskowego
- Brązowy Medal Zasługi Wojskowej na czerwonej wstędze
- Odznaka za Służbę Wojskową II klasy
- Medal Jubileuszowy Pamiątkowy dla Sił Zbrojnych i Żandarmerii
- Krzyż Jubileuszowy Wojskowy
- Krzyż Pamiątkowy Mobilizacji 1912–1913